# Mabea fistulifera
Mabea fistulifera är en törelväxtart som beskrevs av Carl Friedrich Philipp von Martius. Mabea fistulifera ingår i släktet Mabea och familjen törelväxter.

## Underarter
Arten delas in i följande underarter:
- M. f. bahiensis
- M. f. fistulifera
- M. f. robusta